# Bavaria Fluggesellschaft

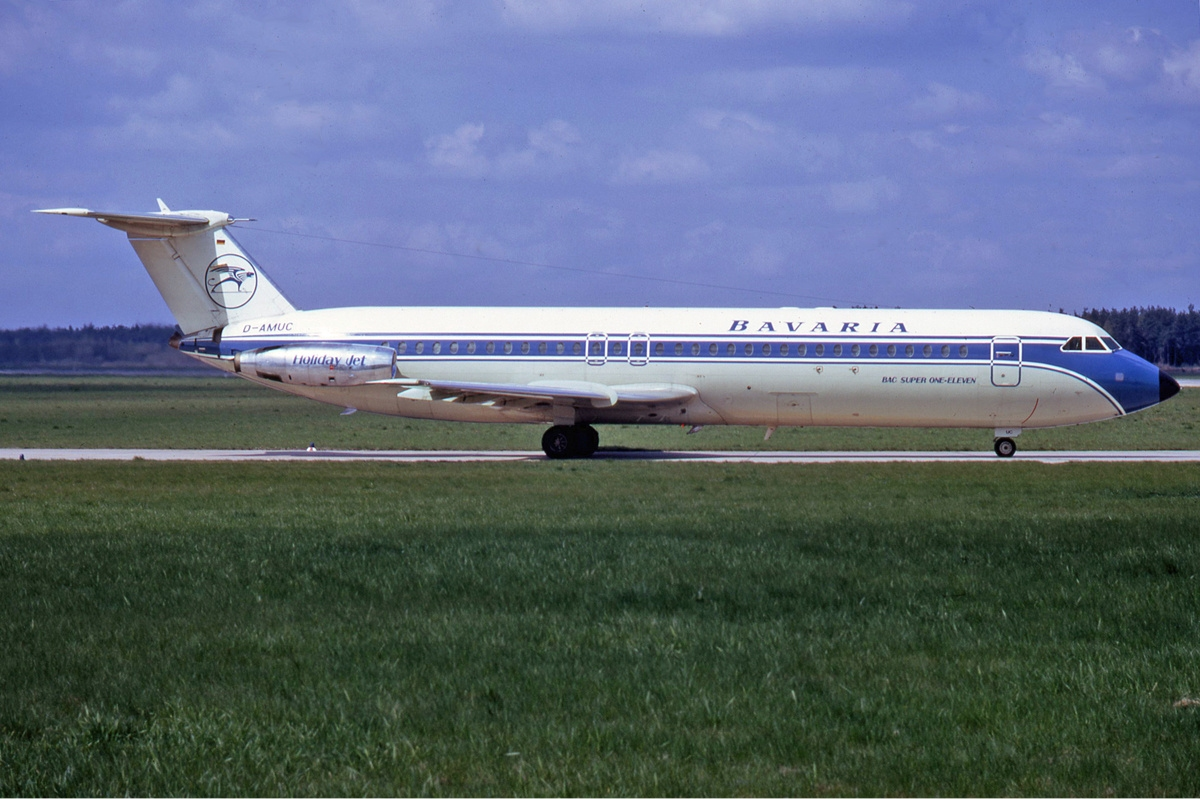
BAC 1-11 Bavaria, Hannover 1972

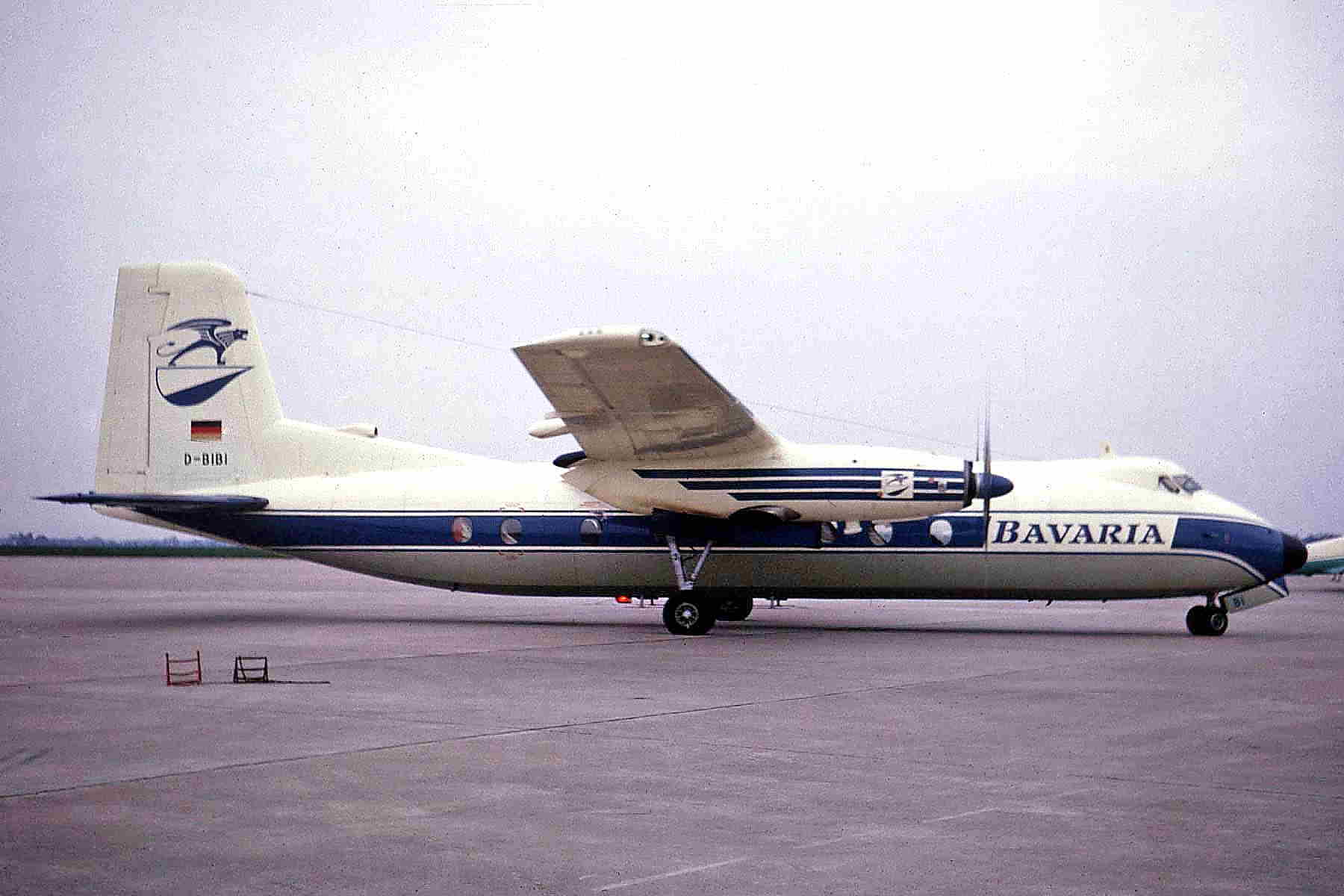
Handley Page Herald Bavaria, Hannover 1964

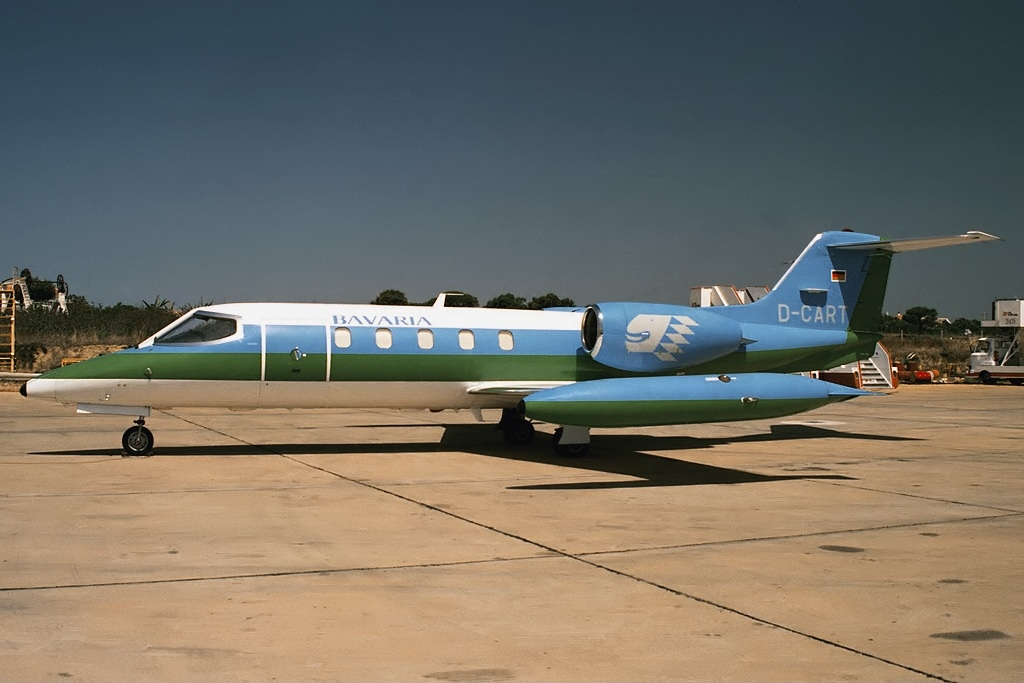
Bavaria Learjet 35, Faro

Bavaria var ett tyskt flygbolag baserat på Flughafen München Riem som utförde charterflygningar. Flygbolaget Bavaria grundades i München år 1957.
Den 1 mars 1977 gick företaget samman med Germanair och bildade Bavaria Germanair.

## Flotta
Plan som ingått i flottan:
- BAC 1-11-400
- BAC 1-11-500
- Beechcraft Twin Beech
- Douglas DC-3
- Handley Page Herald
- Handley Page Jetstream
- Learjet 35
- Piper PA-23 Apache

## Källhänvisningar